# Zgromadzenie Reprezentantów Tadżykistanu
Zgromadzenie Reprezentantów (tadż. Маҷлиси намояндагон) to izba niższa parlamentu Tadżykistanu. Składa się z 63 deputowanych wybieranych z list partyjnych na 5-letnią kadencję. 

## Obecny skład parlamentu
- Ludowo-Demokratyczna Partia Tadżykistanu - 51 deputowanych
- Partia Agrarna - 5 deputowanych
- Partia Reform Gospodarczych Tadżykistanu - 3 deputowanych
- Komunistyczna Partia Tadżykistanu - 2 deputowanych
- Partia Socjalistyczna - 1 deputowany
- Partia Demokratyczna - 1 deputowany